# Frederico Guilherme II da Prússia
Frederico Guilherme II (Berlim, 25 de setembro de 1744 – Potsdam, 16 de novembro de 1797) foi o Rei da Prússia de 1786 até sua morte. Por união pessoal, também era Eleitor de Brandemburgo e o príncipe soberano de Neuchâtel. Indolente e amante do prazer, foi visto como a antítese de seu predecessor Frederico II. A Prússia enfraqueceu durante seu reinado e ele não conseguiu lidar com os desafios criados com a Revolução Francesa. As políticas religiosas de Frederico Guilherme iam diretamente contra o iluminismo e tinham a intenção de restaurar o protestantismo tradicional. Entretanto, foi patrono das artes e responsável pela construção de importantes edifícios, dentre eles o Portão de Brandemburgo.

## Biografia
Frederico Guilherme era filho do príncipe Augusto Guilherme da Prússia (segundo varão de Frederico Guilherme I da Prússia) e de Luísa Amália de Brunswick-Lüneburg. A irmã mais velha de sua mãe, Isabel Cristina de Brunswick-Wolfenbüttel, era a mulher do irmão de Augusto Guilherme, Frederico II da Prússia ("Frederico o Grande"). Tornou-se herdeiro ao trono após a morte do pai em 1758, haja vista que Frederico II não tinha filhos. Frederico Guilherme era todavia avesso às disputas políticas.
Seu casamento com Isabel Cristina de Brunswick-Lüneburg, filha de Carlos I de Brunswick-Wolfenbüttel, contraído em 14 de julho de 1765 em Charlottenburg, foi dissolvido em 1769. Ele se casou com Frederica Luísa de Hesse-Darmstadt, filha de Luís IX de Hesse-Darmstadt, em 14 de julho de 1769, também em Charlottenburg. Apesar de sua esposa ter tido numerosa família, ele era completamente influenciado por sua amante, Guilhermina Enke, posteriormente elevada a condessa de Lichtenau.
Frederico Guilherme era um homem de singular presença, aliada a uma elevada capacidade mental; era dedicado às artes – Ludwig van Beethoven e Wolfgang Amadeus Mozart o tiveram como patrono, e sua orquestra particular gozava de grande prestígio pela Europa. Todavia sua sensibilidade artística não era das qualidades que despertavam admiração em seu tio, Frederico II, que ainda em vida criticou abertamente as competências do príncipe.
A ascensão de Frederico Guiherme ao trono, em 17 de agosto de 1786, foi seguida por uma série de medidas para aliviar à população o fardo gerado pelo sistema francês de arrecadação de impostos, introduzido por Frederico II, para além de encorajar o comércio pela diminuição de impostos e ampliando o sistema de estradas e canais. Isso rendeu ao rei muita popularidade entre as massas, ao passo que as elites se satisfizeram com a remoção do banimento da língua alemã, decretado por Frederico II, bem com a admissão de escritores alemães para a Academia Prussiana e os subsídios à educação.
Em 1781, Frederico Guilherme II ingressou na Rosacruz, submetendo-se às influências de Johan Christof Wöllner, então grão-mestre da ordem, tornado conselheiro de finanças em 26 de agosto de 1786. Com o passar do tempo, Wöllner foi angariando mais poder, passando mesmo a substituir Frederico Guilherme na tomada de decisões. Apesar da oposição que se formava, o rosacruz acabou por ser nomeado conselheiro de estado e justiça e chefe do departamento religioso para assuntos luteranos e católicos em 3 de julho de 1788.
Em 9 de julho de 1788, foi expedido um edital que proibia sacerdotes evangélicos de ensinar nada além do que constava na cartilha oficial, além de proclamar a necessidade de se proteger a religião cristã contra os iluministas e submetia estabelecimentos de ensino sob a supervisão de clérigos ortodoxos. Em 18 de dezembro de 1788 uma nova lei de censura foi expedida, assegurando a ortodoxia de todos os livros publicados; e em 1791, uma espécie de inquisição protestante foi estabelecida em Berlin.
Frederico Guilherme manteve durante todo o restante de seu reinado o zelo pela ortodoxia, expedindo decreto atrás de decreto, sobrepujando os malefícios de seu governo em detrimento a qualquer aspecto positivo das reformas financeiras promovidas anteriormente.
Os maiores erros de Frederico Guilherme II foram, todavia, cometidos em relação ao exército e à política externa. O exército era parte essencial do estado prussiano, algo que tanto Frederico Guilherme I quanto Frederico II perceberam prontamente. Frederico Guilherme II, que não sentia nenhum entusiasmo pelos assuntos militares, transferiu suas responsabilidades como Senhor da Guerra (Kriegsherr) a Carlos Guilherme Fernando, duque de Brunswick, e ao general Wichard Joachim Heinrich von Möllendorf. Foi o início do processo que culminou, em 1806, na Batalha de Jena.
Apesar do saldo positivo advindo da campanha neerlandesa de 1787, iniciada por meros motivos familiares de Frederico Guilherme II, a Prússia não recebeu compensações suficientes nem para pagar os gastos obtidos. Posteriormente, mostraram-se fracassados os esforços em intervir na guerra da Áustria e Rússia contra o Império Otomano, bem como as tentativas de obter concessões territoriais ao final do conflito. Por fim, o afastamento de Ewald Friedrich, conde de Hertzberg em 5 de julho de 1791 marcou o fim do modelo militar criado por Frederico II.

### Revolução
Enquanto isso, a Revolução Francesa entrou numa fase alarmante, e em agosto de 1791 Frederico Guilherme II, no encontro de Pillnitz, concordou em juntar-se a Leopoldo II, Sacro-imperador romano em auxílio a Luís XVI de França, formalizando a aliança em 7 de fevereiro de 1792, após o que o rei prussiano tomou parte em pessoa dos conflitos de 1792 e 1793. A necessidade de fundos, a instabilidade da vizinha Polônia e a perspectiva duma intervenção russa isolada, fez com que Frederico Guilherme II se apressasse a assinar o Tratado de Basel, de 1795, com a França, o que foi considerado pelas grandes monarquias como uma traição, isolando a Prússia em meio ao grande conflito que se assomava na Europa.
A Prússia pagou um preço pesado pelos territórios adquiridos às custas da Polônia entre 1793 e 1795, e quando, em 16 de novembro de 1797, Frederico Guilherme II morreu, deixou um estado falido e confuso, o exército em decadência e a monarquia desacreditada. Ele foi sucedido por seu filho, Frederico Guilherme III da Prússia.